# Mino da Fiesole
Mino da Fiesole, eigentlich Mino di Giovanni Mini da Poppi (* 1430 oder 1431 in Poppi, Arezzo; † 11. Juli 1484 in Florenz), war ein in Fiesole, Florenz und Rom tätiger Bildhauer des 15. Jahrhunderts.

## Leben
Mino da Fiesole bekam seine erste künstlerische Ausbildung in Fiesole. Großen Einfluss übten sein Lehrer der Bildhauer Desiderio da Settignano und der Architekt und Bildhauer Antonio Rossellino in Florenz aus. Geschult wurde Mino an Werken der römischen Antike. Schon bald seinem Lehrer ebenbürtig führte er verschiedene Aufträge in Fiesole, Florenz und Rom aus, zwischen ca. 1459 und 1464 und zwischen ca. 1473 und 1480. Während dieser Aufenthalte in Rom arbeitete er eng mit dem Lombarden Andrea Bregno und dem Dalmatiner Giovanni Dalmata bei der Anfertigung von Grabmonumenten und Altartabernakeln zusammen.

## Werke
Unter den Frühwerken Minos ragen der Altar und das Grabdenkmal des Bischofs  Leonardo Salutati († 1466) in der Kathedrale von Fiesole heraus.  
Seine Porträtbüsten waren für die Porträtkunst der Renaissance bahnbrechend und sind ein Beispiel für die naturalistischen Porträts des 15. Jahrhunderts. Bedeutende Beispiele hierfür sind etwa die Büste von Niccolo Strozzi (1454), die sich in der  Berliner Skulpturensammlung befindet, oder die Büste von Piero di Cosimo de’ Medici (1453), die Teil der Sammlung des Museo nazionale del Bargello ist. 
- Porträtbüste von Piero di Cosimo de’ Medici (1453)
- Porträtbüste von Niccolò Strozzi (um 1454) in der Skulpturensammlung in Berlin
- Porträtbüste von Alexandro di Luca (1456)
- Porträtbüste des Grafen Rinaldo della Luna (1461)
- Porträtbüste des Diotisalvi Neroni (1464)
- Porträtbüste von Bischof Lionardo Salutati (vor 1466)
- Altar und zwei Grabmonumente für Bernardo Giugni und den Markgrafen Hugo von Tuszien  in der Badia, Florenz.
- Marmor Ziborium mit Leuchterengeln auf dem Hochaltar des Doms von Volterra (signiert und 1471 datiert)

### Wichtige Arbeiten in Rom
- Grabmonument für Papst Paul II. der konstantinischen Peterskirche gemeinsam mit Giovanni Dalmata.
- Grabmonument für den Kardinal Pietro Riario in der Kirche Santi XII Apostoli, Rom gemeinsam mit Andrea Bregno.
- Grabmonument für den Kardinäle Cristoforo und Domenico della Rovere in der Basilika Santa Maria del Popolo gemeinsam mit Andrea Bregno.
- Ziborium in der Sakristei der Basilica Santa Maria in Trastevere.
- Grabmonument für Francesco Tornabuoni (1480) in der Basilika Santa Maria sopra Minerva, Rom

### Diverse Werke

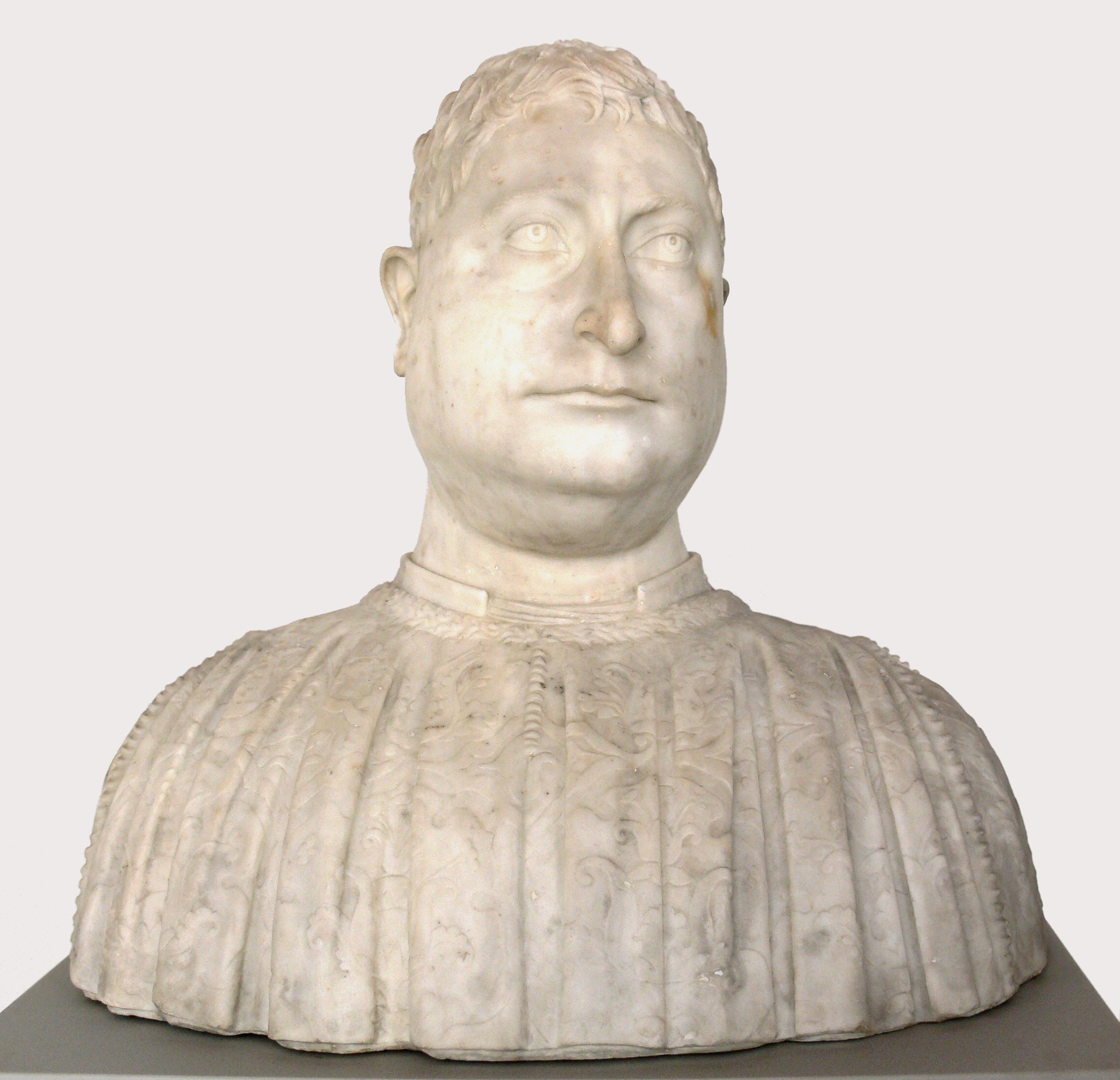
Porträtbüste von Niccolò Strozzi
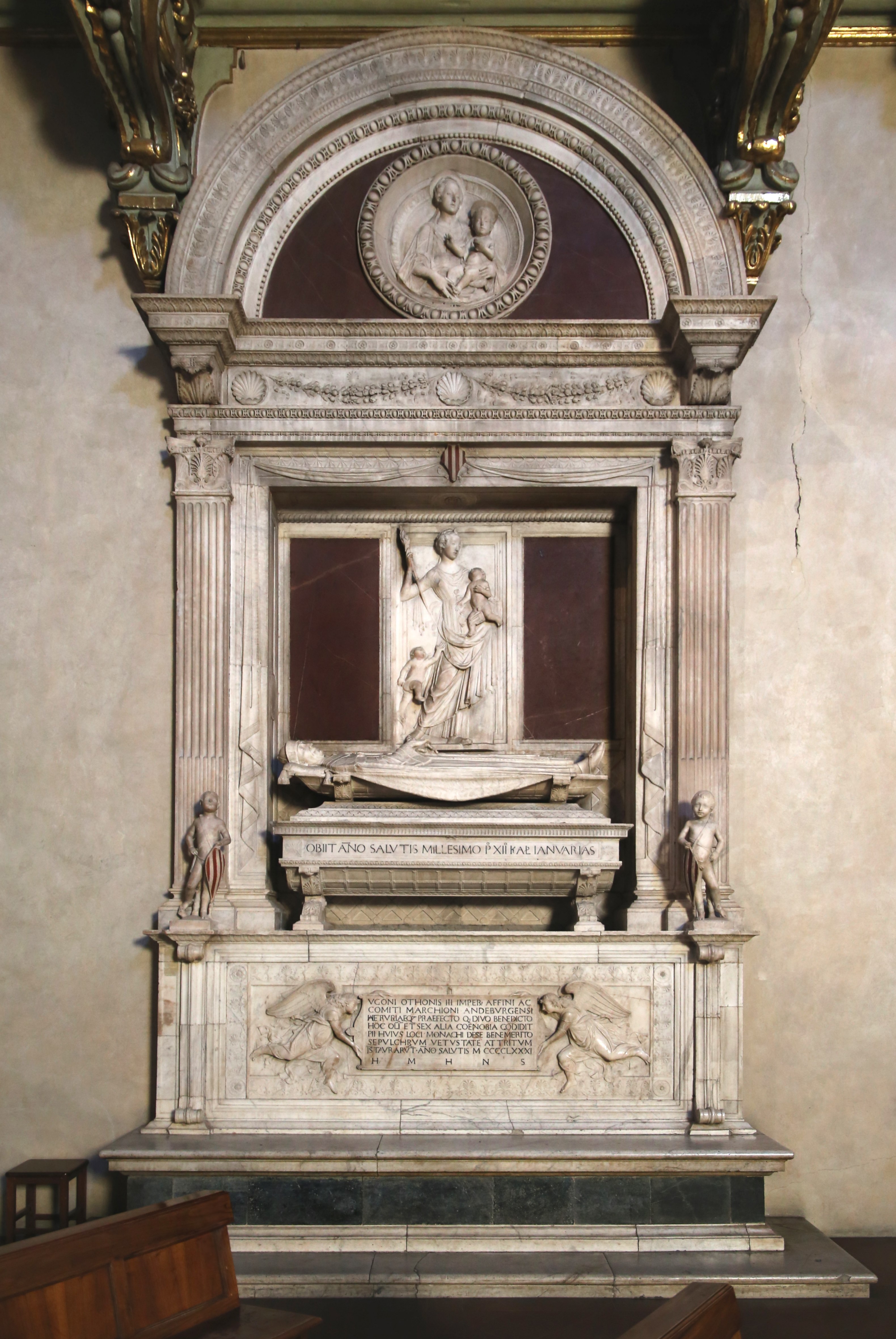
Grabmal des Hugo von Tuszien
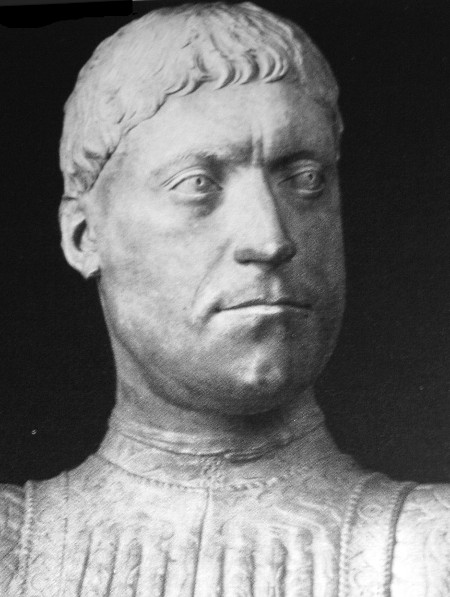
Piero di Cosimo de’ Medici
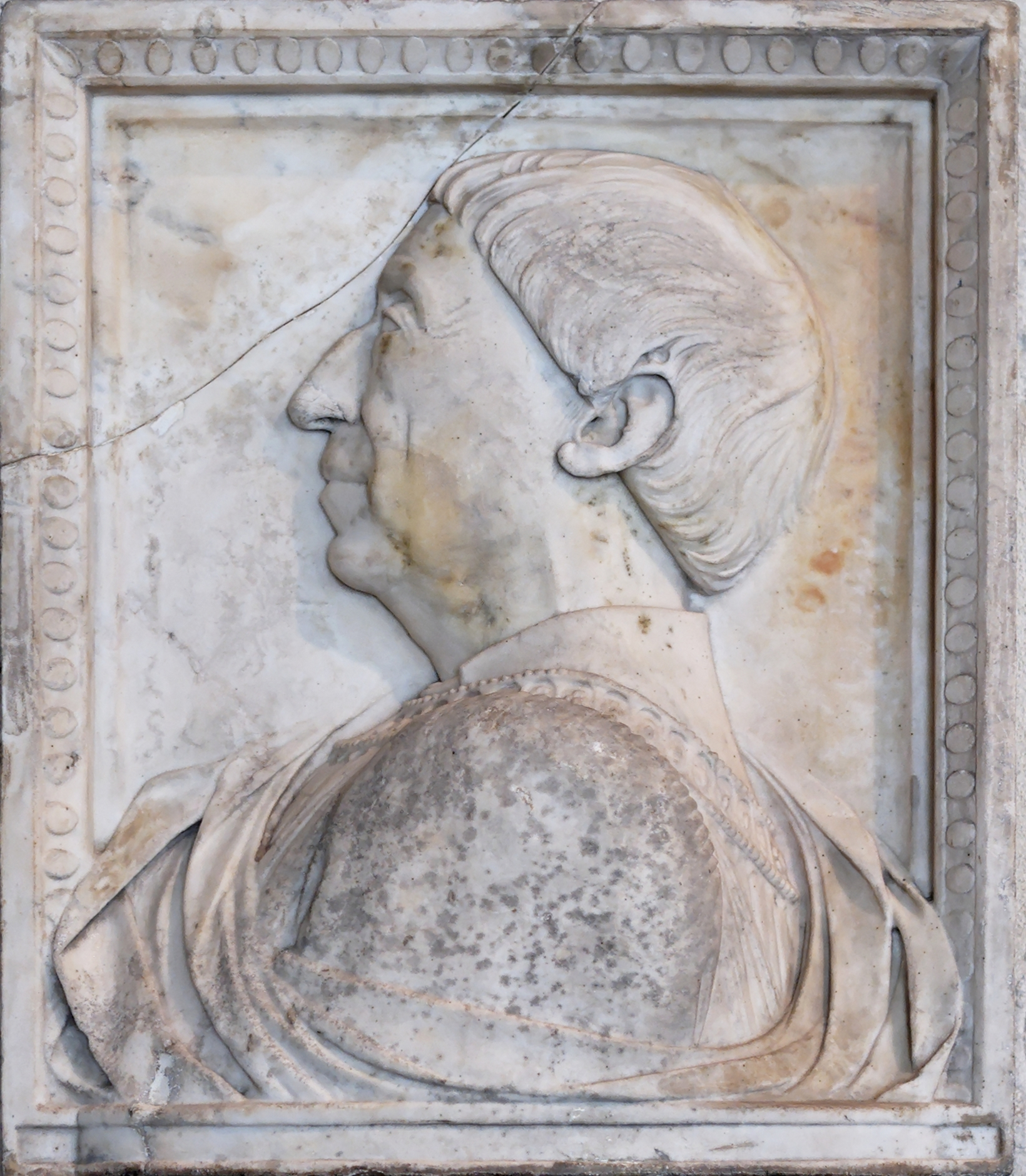
Alfonso V von Aragon
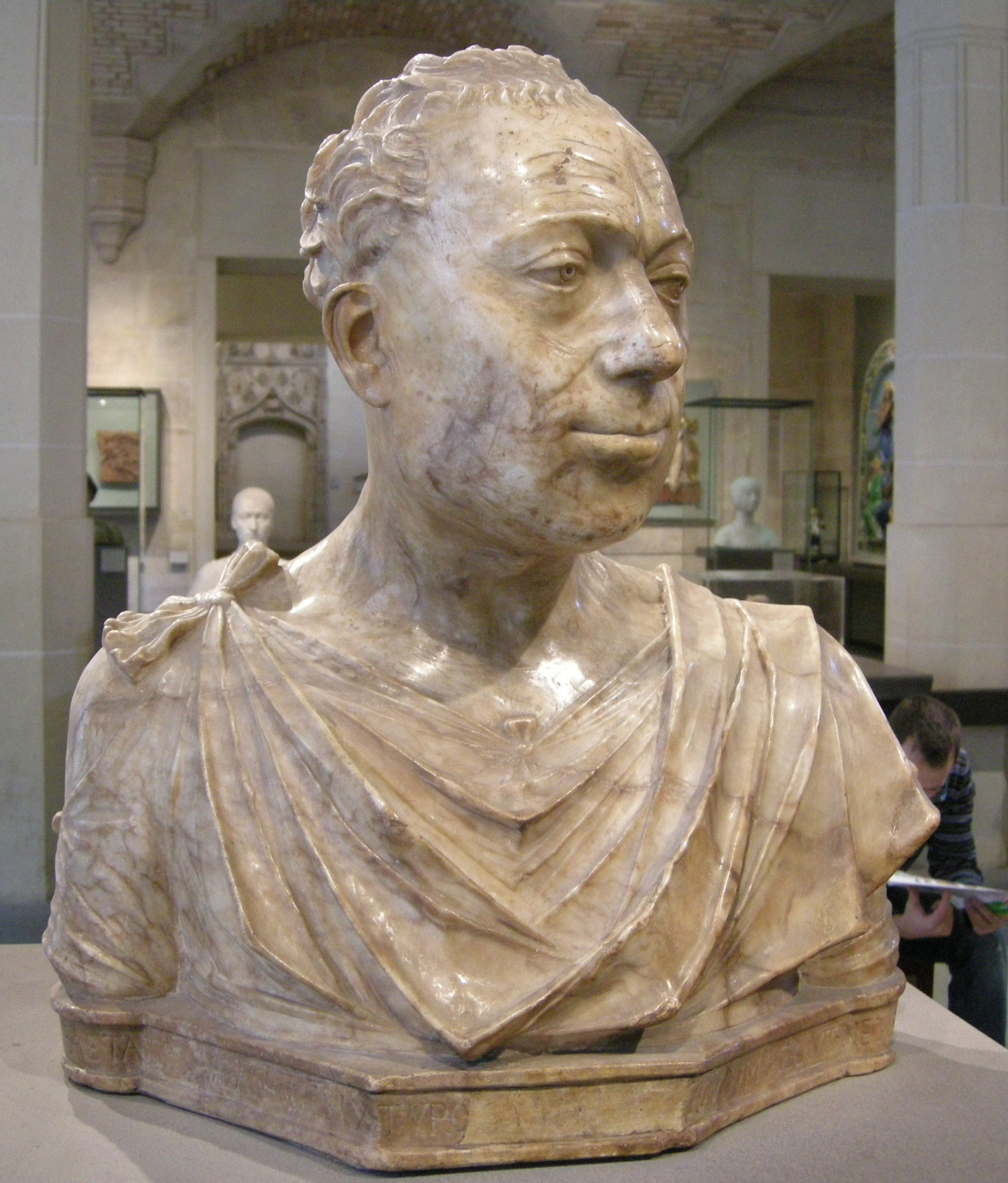
Diotisalvi Neroni
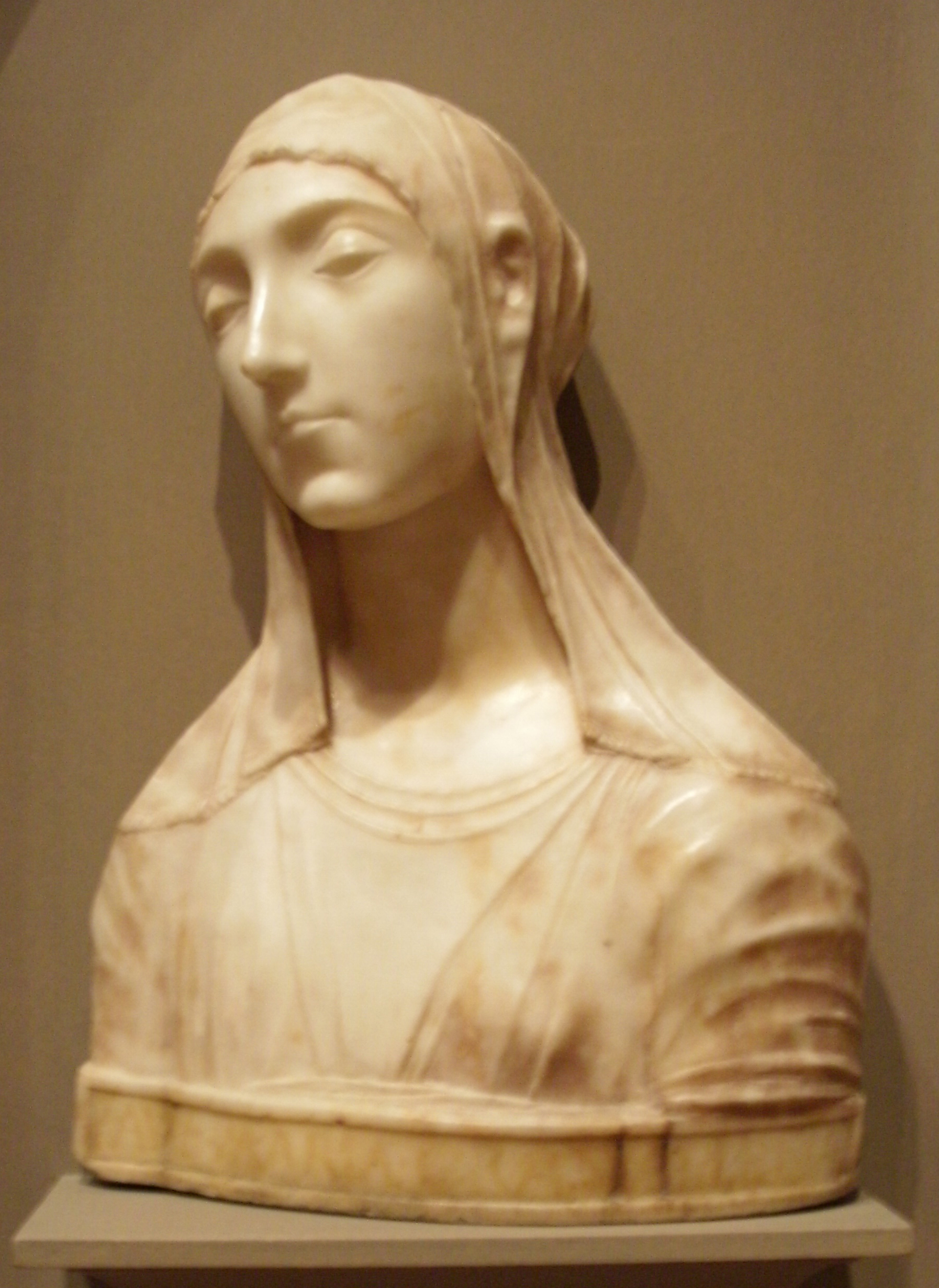
Verkündigung 1455/1460 (National Gallery of Art)
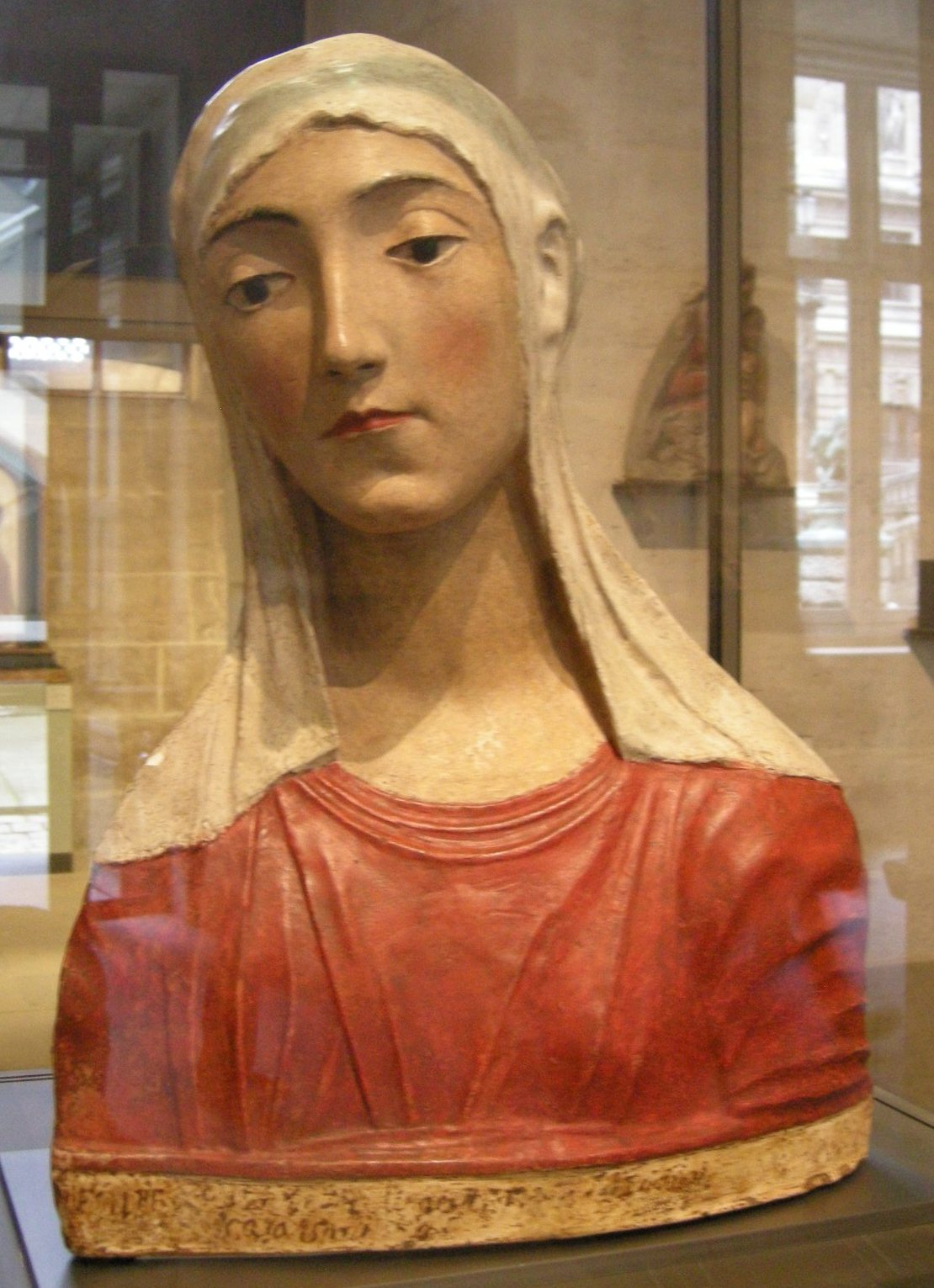
Verkündigung (Louvre)
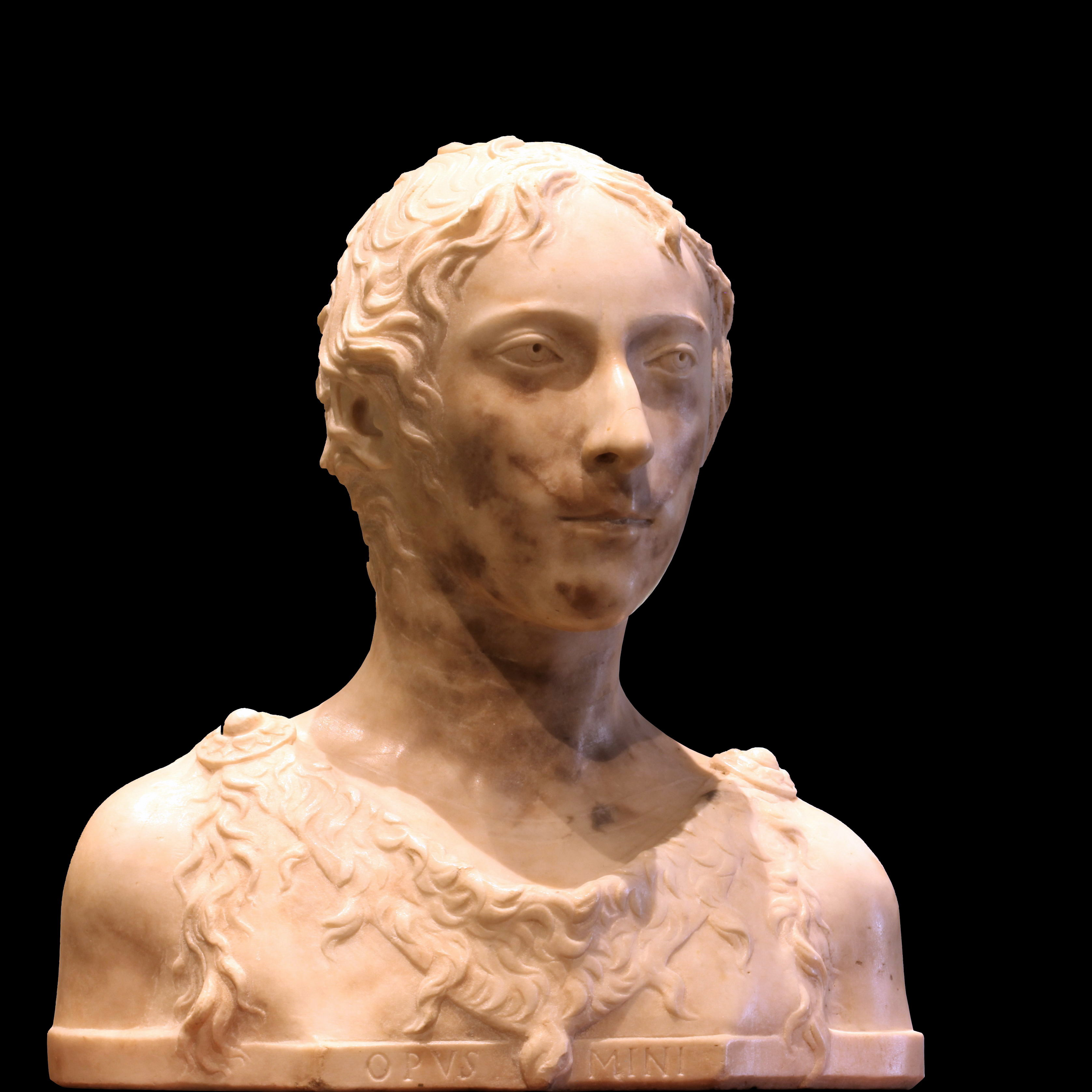
Johannes der Evangelist (Musée des Beaux Arts, Lyon)
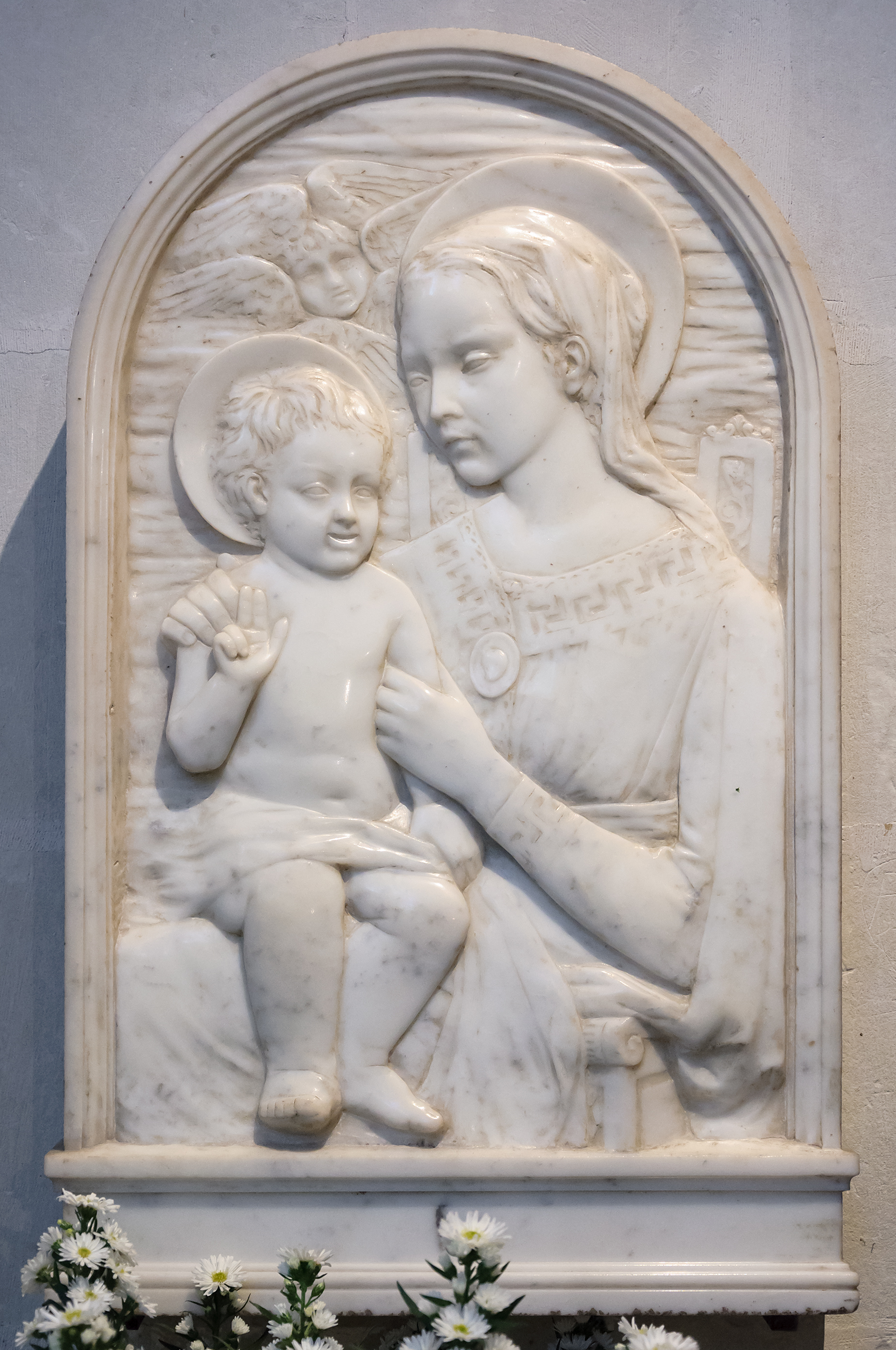
Madonna mit Kind (Château de Chenonceau, Frankreich).
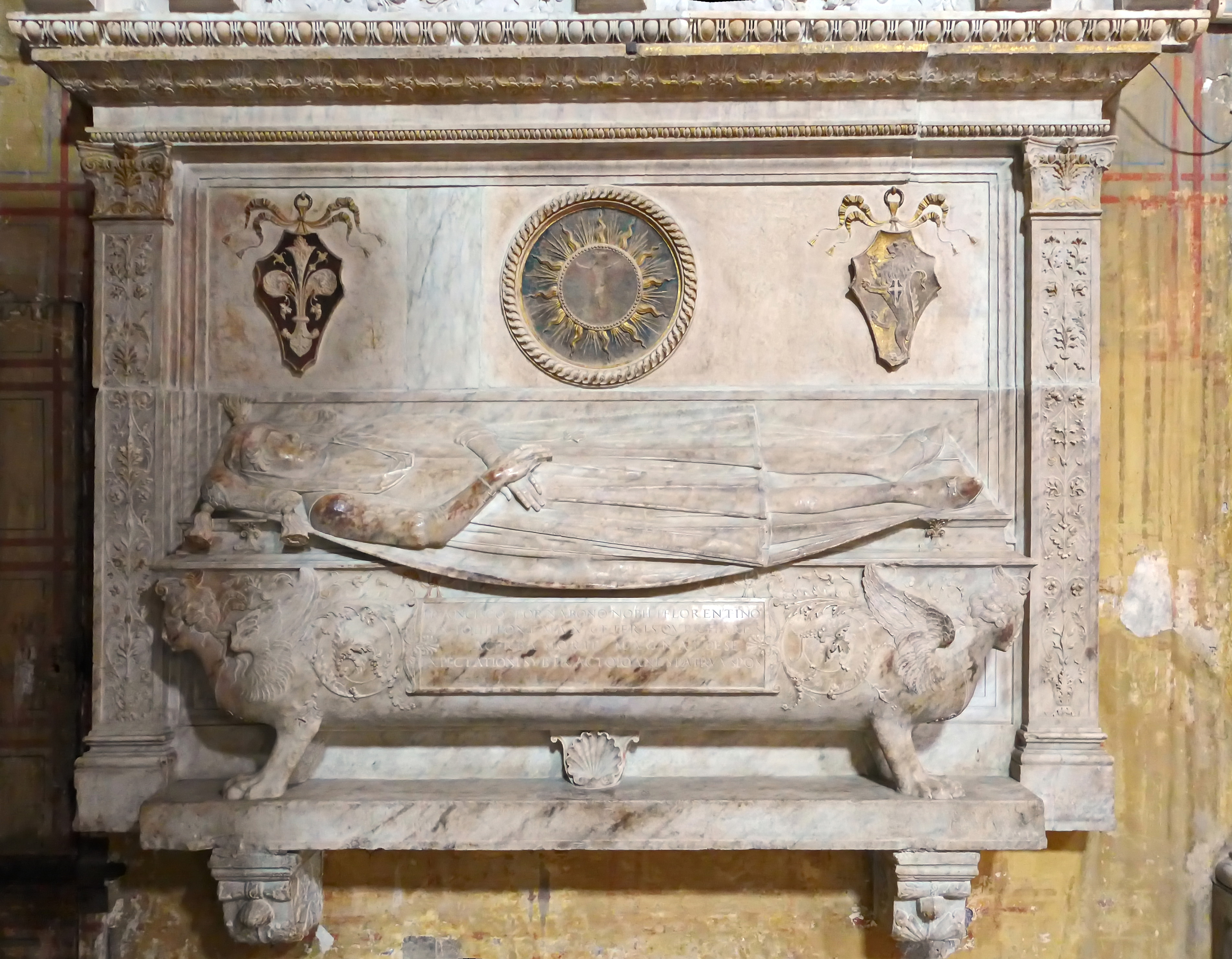
Grabmonument für Francesco Tornabuoni; Santa Maria sopra Minerva, Rom